# Macroteleia torresia
Macroteleia torresia är en stekelart som beskrevs av Alan Parkhurst Dodd 1913. Macroteleia torresia ingår i släktet Macroteleia och familjen Scelionidae. Inga underarter finns listade i Catalogue of Life.